# Władysław Maliniak
Władysław Maliniak (ur. 7 listopada 1885 w Warszawie, zm. w 1941) – polski prawnik, profesor nauk prawnych, specjalista w zakresie prawa konstytucyjnego.

## Życiorys
Był synem Artura i Ewy z domu Maliniak. Ukończył warszawską Szkołę Handlową Zgromadzenia Kupców, następnie studiował na uczelniach zagranicznych, ukończył studia na wydziale prawa uniwersytetu w Zurychu. W młodości należał do Związku Młodzieży Socjalistycznej i PPS.
W latach 1915–1918 był wykładowcą filozofii i encyklopedii prawa na Wydziale Humanistycznym Towarzystwa Kursów Naukowych w Warszawie oraz nauczycielem historii w Gimnazjum Mariana Rychłowskiego w Warszawie. W czasie I wojny światowej był członkiem Centralnego Komitetu Obywatelskiego w Warszawie.
Po podpisaniu Aktu 5 listopada w 1916 roku przez przedstawicieli cesarzy Niemiec i Austro-Węgier został członkiem Komisji Konstytucyjno-Sejmowej utworzonej w styczniu 1917 roku przy Tymczasowej Radzie Stanu; zadaniem tej komisji było opracowanie projektu konstytucji przyszłego Królestwa Polskiego. Po odzyskaniu niepodległości przez Polskę w 1918 roku Maliniak brał udział w pracach nad jej konstytucją, w działającym z inicjatywy premiera Jędrzeja Moraczewskiego Biurze Konstytucyjnym przy Prezydium Rady Ministrów i w powołanej przez premiera Ignacego Paderewskiego komisji eksperckiej „Ankiety dla oceny projektów konstytucji” (tzw. „ankiety Bobrzyńskiego”). Prace te jednak nie miały wpływu na proces uchwalenia konstytucji marcowej w 1921 roku.
W 1920 roku Maliniak ochotniczo wstąpił do Wojska Polskiego i wziął udział w wojnie polsko-bolszewickiej.
Po wojnie rozpoczął pracę w Wolnej Wszechnicy Polskiej. Wykładał historię ustroju Polski, filozofię prawa oraz prawo konstytucyjne. Kilkakrotnie, w tym w latach 1931–1935 pełnił we Wszechnicy funkcję dziekana Wydziału Prawa i Nauk Ekonomiczno-Społecznych. Wśród jego wychowanków był m.in. Tomasz Piskorski.
Był gorliwym piłsudczykiem. W połowie lat 20. związał się ze środowiskiem, które w 1926 roku powołało Partię Pracy, do której również należał.
Wiele jego prac ukazywało się w „Epoce” (dzienniku będącym organem prasowym Partii Pracy), „Głosie Prawdy”, rządowej „Gazecie Polskiej”, „Drodze”, „Gazecie Sądowej” i „Ruchu Prawniczym i Ekonomicznym”.
W 1941 roku został zamordowany przez Niemców.

## Ważniejsze prace
- Przyczynek do teorii publicznych praw podmiotowych (1917)
- Demokratyzm a parlamentaryzm (1919)
- Prawo konstytucyjne (1927)
- Wybory a zasady (1928)
- Konieczność zmiany konstytucji marcowej (1930)[5]
- Fetyszyzm prawniczy w koncepcjach konstytucyjnych (1935)
- Józef Piłsudski jako polityk romantyczny (1935)
- Zagadnienie podziału władz w prawie państwowym nowoczesnym (1936)
- Walka klas a rzeczywistość (1937)[6]

W 2012 roku wydano wybór jego pism pt. Przeciwko fetyszyzmowi konstytucyjnemu w serii Biblioteka Klasyki Polskiej Myśli Politycznej (wybór, wstęp i opracowanie Adam Danek, Ośrodek Myśli Politycznej, Wydział Studiów Międzynarodowych i Politycznych UJ, Kraków 2012).